# 카라비너
- D-shaped wire gate
- D-shaped straight gate
- oval straight gate
- pear-shaped auto locker
- D-shaped screw locker

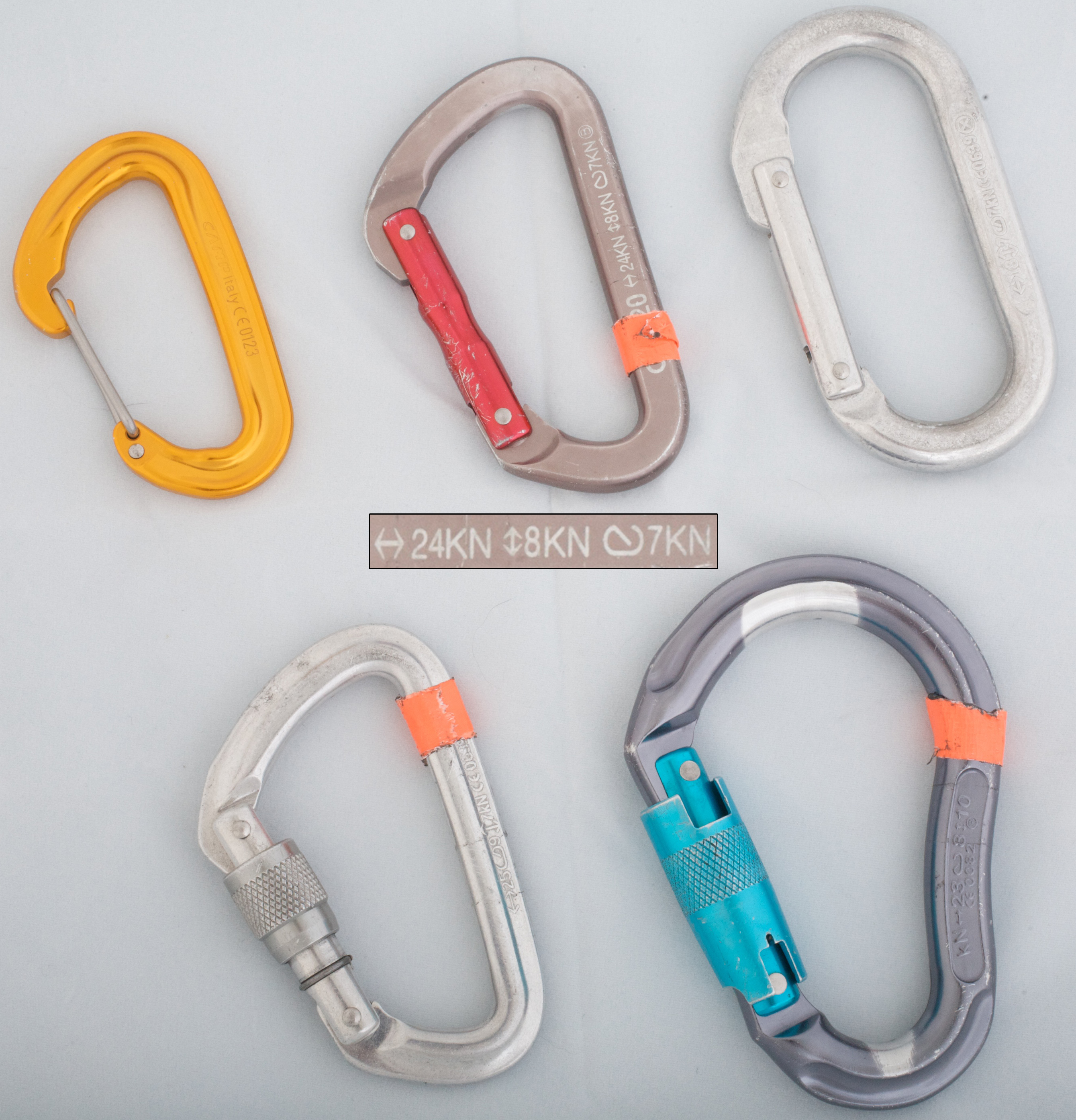
왼쪽 상단부터 시계 방향
- D-shaped wire gate
- D-shaped straight gate
- oval straight gate
- pear-shaped auto locker
- D-shaped screw locker
가운데의 글씨는 표준 카라비너 등급이다.

카라비너를 밧줄에 연결하는 모습.

카라비너(carabiner, karabiner, /ˌkærəˈbiːnər/)는 특수한 걸쇠이다. 특히 뭔가를 빠르고 가역적으로 연결하는 데 사용하기 위해 스프링이 장착되어 열 수 있는 부분이 있는 금속 고리이다. 이 단어는 Karabinerhaken(또는 줄여서 Karabiner)의 축약형으로, 카빈총 소총수나 총기병(carabinier)이 총을 벨트나 탄띠에 부착하는 데 사용하던 '스프링 갈고리'라는 뜻의 독일어 표현이다.

## 사용
카라비너는 등반, 추락 방지, 수목 재배, 동굴 탐험, 항해, 열기구, 로프 구조, 건설, 산업용 로프 작업, 창문 청소, 급류 구조, 곡예 와 같은 로프를 이용하는 활동에 널리 사용된다. 주로 강철과 알루미늄으로 만들어진다. 스포츠에서 사용되는 것은 상업용이나 로프 구조에 사용되는 것보다 무게가 가벼운 경향이 있다.
종종 카라비너 스타일(carabiner style)이나 미니 바이너(mini-biners)라고 하는 카라비너 열쇠고리, 또는 유사한 스타일과 디자인을 가진 가벼운 기구도 인기를 얻었다. 대부분은 제조 시 부하 테스트와 안전 표준이 부족하기 때문에 '등반 시 사용 금지' 또는 이와 유사한 경고가 찍혀 있다.
스프링 게이트가 있는 금속 부착 고리는 기술적으로 카라비너이지만 등반과 관련해서 엄격한 의미로서 사용되는 커뮤니티는 특히 암벽 및 등산과 같은 안전이 중요한 시스템에서 하중 지지를 위해 제조되고 테스트된 장치를 지칭하며 일반적으로 20kN 이상의 부하를 견딘다.
열기구의 카라비너는 풍선 부분(구피)을 바구니에 연결하는 데 사용되며 2.5톤, 3톤, 4톤으로 등급이 매겨진다.
카라비너는 다이버의 엄빌리컬 케이블을 해수면에서 공기를 보내는 다이버의 벨트에 연결하는 데에도 사용한다. 일반적으로 5kN(대략 500kg 이상의 무게와 동등)의 작업 부하에 안전한지 평가된다.

## 갤러리
위키미디어 공용에 카라비너 관련 미디어 분류가 있습니다.

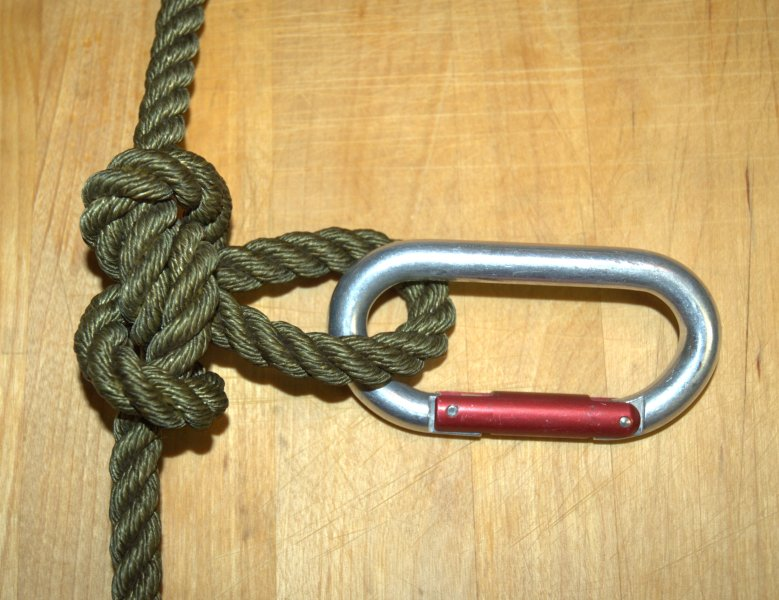
밧줄과 연결하는 데에 사용된 카라비너
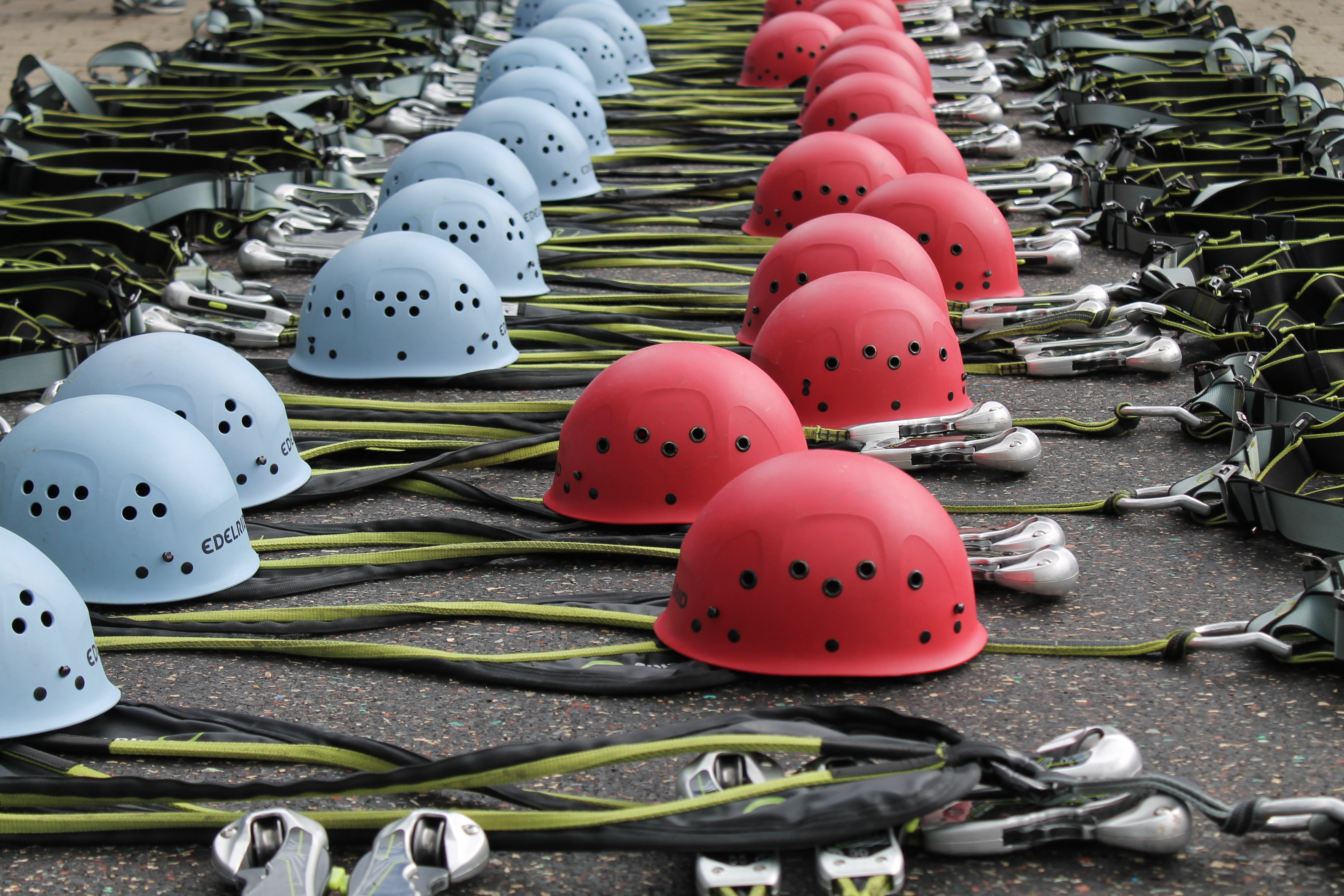
안전 장비에 사용된 카라비너
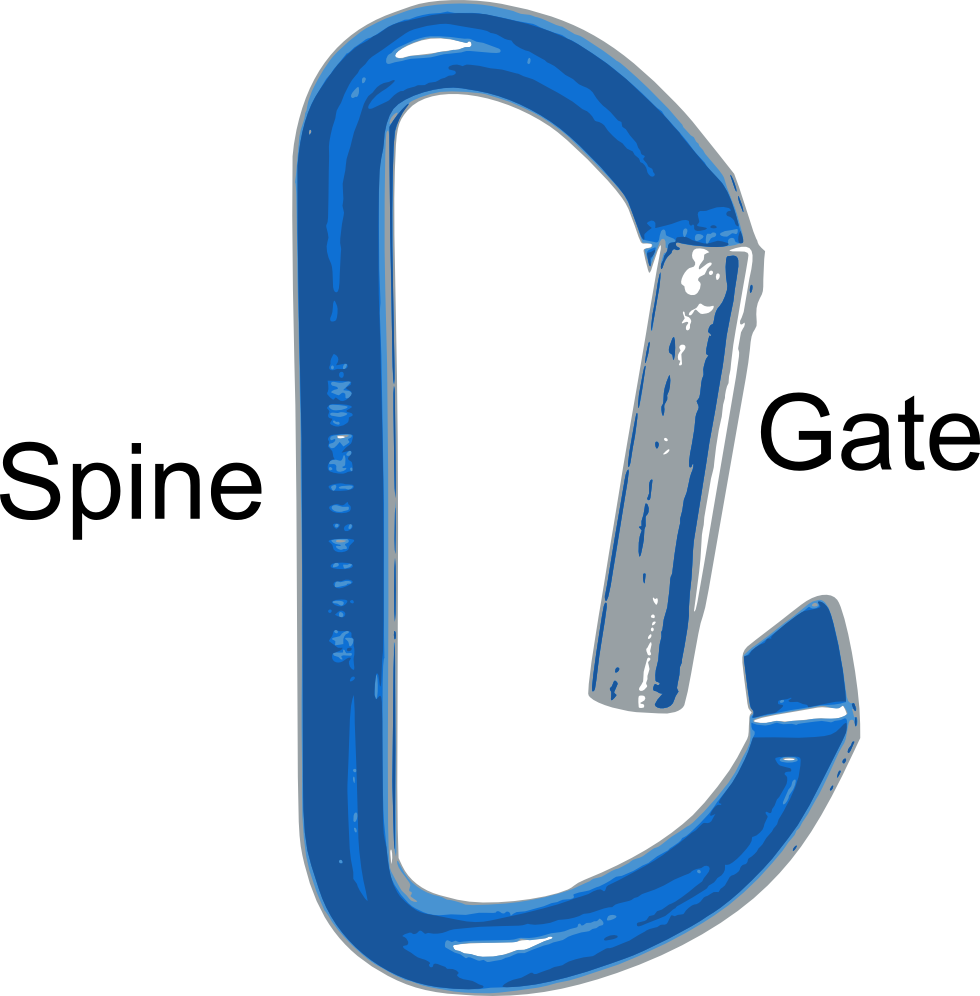
카라비너의 부분 명칭.
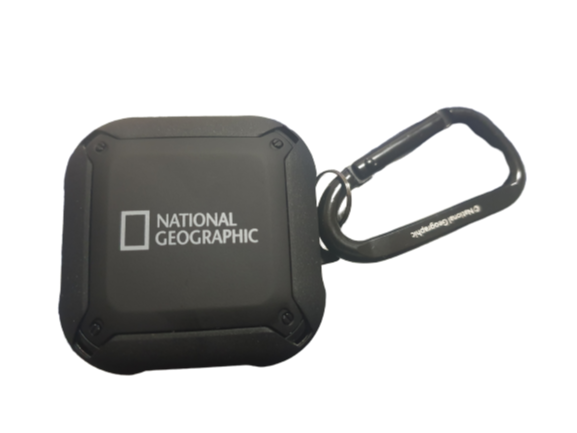
이어폰 케이스와 연결하는 데에 사용된 카라비너.
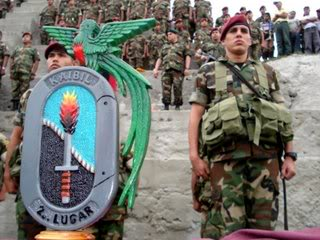